# 坐視要管
坐視要管（缩写：NOOW）是一个总部设在美国加利福尼亚州洛杉矶的专注于国际救济和人道主义援助的非政府组织。该组织由唐·钱德尔、乔治·克隆尼、麦特·戴蒙、布莱德·彼特、戴维·普雷斯曼（David Pressman）以及杰里·温特劳布（Jerry Weintraub）等人在2008年共同创立，目的是让全球关注达尔富尔及其他地区的侵犯人权的行为，同时提供资源协助结束世界各地的大规模暴行。
坐视要管的运营基础源于钱德尔和人权活动家约翰·普伦德加斯特（John Prendergast）共同撰写的《坐视要管：终止达尔富尔及其他地区群体灭绝的使命》一书，普伦德加斯特是董事会成员并担任战略顾问。该组织争取艺术家、活动家和文化领袖的支持，以提高公众对其活动的关注度，同时与克隆尼、普伦德加斯特联合创办的卫星哨兵项目直接合作。

## 相关书籍
《坐视要管：终止达尔富尔及其他地区群体灭绝的使命》

## 參與者
坐視要管組織公開參與者名單，包含藝術家、人權運動者、偶像藝人等，以吸引目光並增加曝光率，同時也參與了由克隆尼與普伦德加斯特共同成立的衛星哨兵計畫。

## 更名为《哨兵》
坐视要管官网称，“截至2019年2月，坐视要管已经与《哨兵》合并，现已更名为《哨兵》，新名称之下的董事会和工作范围保持不变。本网站已不再活动。请访问thesentry.org”。

## 外部連結
- 官方网站